# Сфера Мілнора
Сфера Мілнора — екзотична семивимірна сфера, тобто гладкий многовид, гомеоморфний (та навіть кусково лінійно ізоморфний) сфері {\displaystyle S^{7}}, але не дифеоморфний їй.
Ці многовиди були побудовані Мілнором 1956 року та є першим прикладом гомеоморфних, але не дифеоморфних многовидів.

## Побудова
Сфери Мілнора є тотальними просторами розшарування із шаром {\displaystyle S^{3}} над {\displaystyle S^{4}} з структурною групой {\displaystyle SO(4)}. Мілнор довів, що один з цих многовидів гомеоморфний, але не дифеоморфний {\displaystyle S^{7}}.
Згодом було доведено, що {\displaystyle S^{7}} допускає 28 гладких структур (15, якщо дозволити змінювати орієнтацію) і всі вони можуть бути отримані як такі розшарування.